# Prionoplus reticularis
Prionoplus reticularis är en skalbaggsart som beskrevs av White 1843. Prionoplus reticularis ingår i släktet Prionoplus och familjen långhorningar. Inga underarter finns listade i Catalogue of Life.

## Bildgalleri

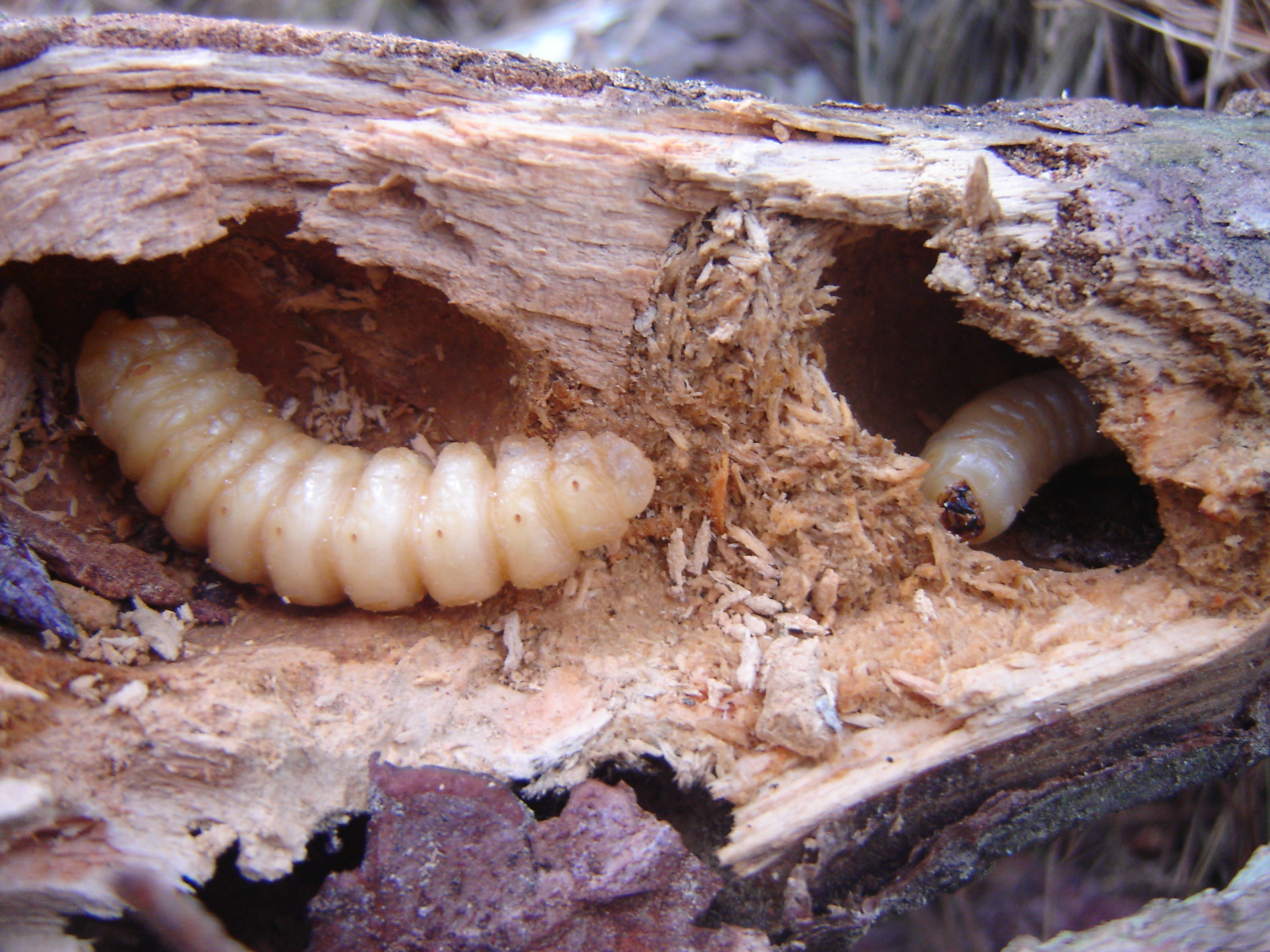
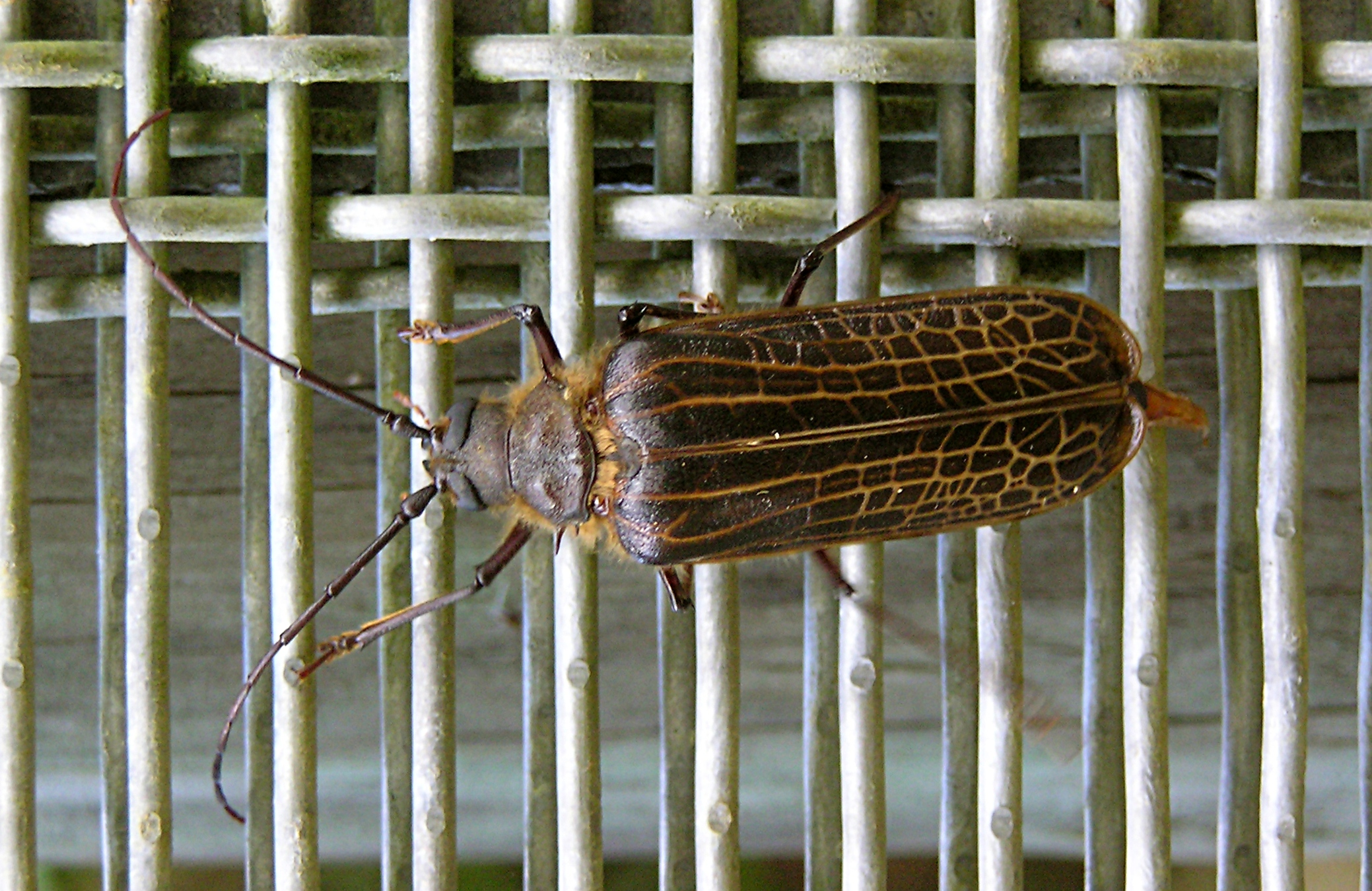